# Pas besoin d'argent
Pour plus de détails, voir Fiche technique et Distribution.
Pas besoin d'argent est un film français réalisé par Jean-Paul Paulin et sorti en 1933.

## Synopsis
Paul, employé combinard d'un banquier véreux, entreprend d'escroquer et de séduire des épargnants en faisant passer pour un millionnaire un homme de retour sans un sou d'Amérique. L'illusion devient réalité, et l'amour vient conclure l'histoire.

## Fiche technique
- Titre anglais : Don't Need Money
- Réalisation : Jean-Paul Paulin
- Scénario : Georges Delaquys, Károly Nóti, Hans Wilhelm d'après une pièce de Ferdinand Altenkirch
- Photographie : Léonce-Henri Burel
- Musique : Lionel Cazaux, Gaston Gabaroche
- Montage : Jean Feyte
- Société de production : Les Films P.A.D.
- Pays :  France
- Format :  Noir et blanc - son mono
- Genre : Comédie (satire sociale)
- Durée : 75 minutes[1]
- Date de sortie: 1933 (France)

## Distribution
- Claude Dauphin : Paul, le secrétaire général de la banque
- Gaston Mauger  : Le directeur de la banque
- Lisette Lanvin : Kate Peyronnet, la fiancée de Paul
- Jeanne Lion :  Mme Peyronnet
- Alex Bernard  : Mr Peyronnet
- Georges Cahuzac : Le maire
- Maurice Bénard : L'ingénieur
- Gaston Gabaroche : Désiré Lecomtois, l'oncle d'Amérique
- Made Sylvère